# Léon Devos (cyclisme)
Pour les articles homonymes, voir Léon Devos.
Léon Devos, né le 17 janvier 1896 à Ardoye et mort le 23 avril 1958 à Ardooie où il est enterré, est un coureur cycliste belge. Il fut professionnel de 1919 à 1927.

## Palmarès
- 1919
  - Liège-Bastogne-Liège
  - 2e du Championnat des Flandres
- 1922
  - Tour des Flandres
- 1923
  - 3e de Arlon-Ostende
- 1924
  - Championnat des Flandres
  - Trois villes sœurs
- 1925
  - 4e étape du Tour du Sud-Ouest
  - 2e du Tour du Sud-Ouest
- 1926
  - 2e, 3e et 7e étape du Tour du Sud-Ouest
  - 2e du Tour du Sud-Ouest
- 1927
  - 2e du GP Pascuas
  - 3e du Circuit de la Vienne

## Résultats sur les grands tours

### Tour de France
1 participation
- 1926 : 25e